# 육미선
육미선(陸美善, 1966년 1월 25일~2024년 10월 4일)은 대한민국 충청북도의회 의원이다.

## 학력
- 석교초등학교 졸업
- 대성여자중학교 졸업
- 청주중앙여자고등학교 졸업
- 청주대학교 국어국문학 학사

## 경력
- KBS청주방송총국 구성작가
- 청주대학교 평생교육원 강사
- 2010. 7.~2014. 6. 제9대 충청북도 청주시의회 의원
  - 2010. 7.~2012. 6. 제9대 충청북도 청주시의회 전반기 재정경제위원회 부위원장
- 2014. 7.~2018. 3. 제1대 충청북도 청주시의회 의원
  - 2014. 7.~2016. 6. 제1대 충청북도 청주시의회 전반기 복지교육위원회 위원장
- 더불어민주당 충청북도당 여성위원회 위원장
- 2018년 7월 1일~2022년 6월 30일: 제11대 충청북도의회 의원

## 역대 선거 결과
|  | 52.86% |

|  | 30.57% |

|  | 70.96% |